# Jole
Joško Čagalj (Heilbronn, 15. veljače 1972.), poznatiji pod nadimkom Jole, hrvatski je pjevač zabavne glazbe.

## Životopis
Glazbenu školu počeo je pohađati s pet godina. Nakon završenog petog razreda osnovne škole, školovanje nastavlja u Zagvozdu. U Splitu završava srednju školu i ostaje živjeti. Od 1988. nastupa po splitskim klubovima, ponekad kao prateći vokal pjevačima poput Tedija Spalata, Vinka Coce i Dražena Zečića.
Čagalj započinje suradnju s Tončijem Huljićem, što rezultira nastupom na Melodijama hrvatskog Jadrana 1998. s Huljićevom pjesmom "Duša od papira". Sljedeće godine Jole izdaje debitantski album, Jednina i množina. Slijedili su albumi Sve su žene lijepe (2001.), Otključano! (2004.), Retrorama (2005.), Zlatna kolekcija (2007.) Odijelo (2009.). Remek djelo (2014.). te  'Pijanica nisam (2015.).

## Diskografija

### Studijski albumi
- 1999.: Jednina i množina
- 2001.: Sve su žene lijepe
- 2004.: Otključano!
- 2005.: Retrorama
- 2009.: Odijelo
- 2014.: Remek djelo
- 2015.: Pijanica nisam

### Kompilacijski albumi
- 2007.: Zlatna kolekcija
- 2013.: Za djecu s ljubavlju[2]

## Vanjske poveznice
- Službena stranica  Arhivirana inačica izvorne stranice od 11. siječnja 2010. (Wayback Machine)
- Joško Čagalj Jole na Discogsu